# Oratorio di Santa Maria Maddalena (Castel Goffredo)
L'oratorio di Santa Maria Maddalena  è un edificio religioso situato in contrada Poiano, alla periferia nord-ovest di Castel Goffredo, in provincia di Mantova. 

## Storia e descrizione
L'oratorio è documentato nel 1566, durante la visita del vescovo di Brescia Domenico Bollani.
Fu ricostruito nel 1729 e nel 1733 dotato di sagrestia annessa alla chiesa, sulla quale svetta un piccolo campanile con tre campane.
L'interno, a navata unica a capanna, termina con un volto, passato il quale si accede alla sacrestia. Su una parete il dipinto Incontro di Gesù con Maria Maddalena di Alessandro Dal Prato e da entrambi i lati finestre con vetrate istoriate rappresentanti immagini sacre.